# Покрит мост
Покрит мост е мостова структура за преминаване със стени и покрив. Често са направени от дърво, обикновено са пешеходни. Голяма част от запазените до днес са от ХІХ век.
Покрити дървени мостове според литературата само в САЩ има 1200, в Канада – 418, в Европа – 229, в Южна Америка – 2 и в Азия – 1 брой.
Много по-рядко се срещат покрити мостове с търговски магазини. Първият такъв мост на север от Алпите – Кремербрюке (Krämerbrücke), е построен през 1325 г. в Ерфурт, днешна Германия. Най-известен е Старият мост (Ponte Vecchio) във Флоренция, изграден като каменна конструкция на мястото на по-стария дървен през 1333 г.
Най-дългият покрит дървен мост (204 м) в света е Капелбрюке (Kapellbrücke) (с водна кула) в Люцерн, Швейцария, построен през 1332 г. Изгорял е през 1993 г., но понеже и най-малката дървена част години преди това е била описана, е реставриран още същата година в напълно оригинален вид.
Покрит дървен мост с 64 малки магазинчета е имало в Ловеч, България, но е изгорял през 1925 г. Заменен е около 1930 г. с модерен – железобетонна конструкция (на картинката) в духа на стария мост. В по-ново време без спазване на Закона за паметниците на културата е престроен и облицован с дървени летви.